# Marques Bolden
Marques Terrell Bolden, född 17 april 1998 i Dallas, Texas i USA, är en indonesisk-amerikansk professionell basketspelare (C) som spelar för Charlotte Hornets i National Basketball Association (NBA). Han har tidigare spelat bland annat för Cleveland Cavaliers och Milwaukee Bucks.
Bolden blev aldrig NBA-draftad.
Innan han blev proffs studerade Bolden vid Duke University och spelade för universitetets idrottsförening Duke Blue Devils.